# لیبوخوویتسه
لیبوخوویتسه (به چکی: Libochovice) یک منطقهٔ مسکونی در جمهوری چک است که در ناحیه لیتومیریتسه واقع شده‌است.
 لیبوخوویتسه  ۳٬۷۴۱ نفر جمعیت دارد.